# Jason Smith (cestista 1974)
Jason Matthew Smith (Melbourne, 20 ottobre 1974) è un ex cestista australiano.

## Carriera
Con l'Australia ha disputato due edizioni dei Giochi olimpici (Sydney 2000, Atene 2004), i Campionati mondiali del 2006 e tre edizioni dei Campionati oceaniani (2003, 2005, 2007).